# Iván Goncharov
Iván Aleksándrovich Goncharov (en ruso: Иван Александрович Гончаров; Simbirsk, 6 de juniojul./ 18 de junio de 1812greg. – San Petersburgo, 15 de septiembrejul./ 27 de septiembre de 1891greg.) fue un novelista ruso.

## Biografía
Era hijo de Aleksandr Goncharov de Simbirsk, una pequeña ciudad a orillas del Volga. Huérfano de padre a los siete años, y ocupada la madre por entero en el negocio familiar, fue a varios colegios privados e ingresó en un internado donde estudiaban los hijos de la nobleza, alcanzando una sólida formación y el dominio del francés, del inglés y del alemán. Después marchó a Moscú, en cuya Escuela de Comercio estuvo hasta que en 1831 cambió a la Facultad de Filología de su Universidad, donde se licenció en 1834.
A pesar de haber coincidido con Visarión Belinski, Iván Turguénev,  Aleksandr Herzen y Nikolái Ogariov, se mantuvo al margen de los círculos políticos de la universidad que bullían en esos años. Inició después su carrera en la administración civil del Estado, primero en el Ministerio de Comercio Exterior como traductor, más tarde en el Ministerio de Instrucción Pública y posteriormente en otros altos cargos, como el de director general de Ediciones e Imprenta y censor general, puesto este último en el que se jubiló en 1867.
A finales de los años treinta Goncharov entró a formar parte de la tertulia literaria de la familia Máikov, estirpe de poetas, pintores, editores y mecenas, y colaboró en sus almanaques El Crocus y Noches de Luna, donde publicó sus primeros versos y novelas cortas: El mal del ímpetu y Un error feliz. En 1846 empezó a colaborar en la revista El Contemporáneo, dirigida entonces por Visarión Belinski. Llevó una vida cómoda y apacible, sin grandes altibajos; la fama le llegaría por las tres grandes novelas que escribió después.
Publicó su primera novela extensa, Una historia ordinaria, en dos entregas de  la revista Sovremennik (1847) y en volumen separado en 1848. Es una novela de aprendizaje o Bildungsroman y describe el envilecimiento gradual de Alexandr Adúiev, un joven movido por nobles aspiraciones y sublimes ideales, y su transformación en un funcionario falaz, desaprensivo y medrador a cualquier precio. En la novela, el conflicto entre realismo y romanticismo aparece como una colisión esencial de la vida rusa. Goncharov, al dar a su novela el nombre de Historia ordinaria, enfatizó la naturaleza típica de los procesos que se reflejaron en este trabajo.
Adúiev es educado en valores señoriales y patriarcales. Marcha San Petersburgo con su tío, quien le profetiza certeramente la destrucción de cada uno de sus propósitos. Pero él está lleno de sueños elevados, de amor por toda la humanidad y de fe en su vocación: espera cumplir sus tres sueños en San Petersburgo: hacerse famoso como poeta y escritor, encontrar un "amor eterno" y una "amistad inmutable". El choque del héroe con el duro y cínico Petersburgo solo al final de la novela lo convence de que debe volverse igual de duro y cínico, hacer "carrera y fortuna". Como poeta, no tiene éxito: en San Petersburgo había muchos poetas mediocres como él; como escritor, resulta ser también absolutamente mediocre: escribe lo que otros han escrito durante mucho tiempo, y no revela nada nuevo, ningún secreto que no conozca el mundo. Habiendo conocido a su primer amor en San Petersburgo, Nadenka, Alexandr estaba seguro de que sería para siempre y tenía la intención seria de casarse con ella. Pero, después de año y medio, Nadenka lo cambió por el conde Novinsky, un hombre experimentado con una perspectiva amplia: todo lo que Nadenka echaba de menos en Alexandr, decepcionado también en el amor; pronto se desilusionó también con la amistad: al toparse por casualidad con su amigo de la infancia Pospelov, del que no sabía estaba en San Petersburgo, este lo invita a su casa, pero no lo deja hablar de amor, ni de literatura, ni de infancia y travesuras, sino solo le pregunta sobre su profesión, carrera, etc.; así que Alexander lo abandonó. En el epílogo, nos enteramos de que, tras casi quince años, Pospelov se había convertido en un exitoso hombre de negocios tras una corta carrera y un matrimonio aún joven con una mujer rica.
En 1858 publicaría su creación más importante, Oblómov, una de las obras centrales de la literatura rusa, en la que enfrenta dos personajes típicos: uno, el que da título a la obra, y cuyo nombre proviene de oblómok («cascote, ruina»), es el ocioso representante de la nobleza rusa y de la tradición, perezoso, letárgico, mediocre y abúlico, que sacrifica sus sueños a la inacción viviendo, sin embargo, su desaparición como un drama; se hizo proverbial representando a un arquetipo típicamente ruso; el segundo, Stolz, cuyo nombre en alemán significa «altanero», es el modelo opuesto, equilibrado, de ideas políticas moderadas, partidario de la renovación, lo occidental, la industrialización, el negocio y la acción. La novela fue constantemente retocada hasta su versión final diez años después. Y Oblómov pasó a ser un personaje mítico.
La tercera gran novela de Goncharov es El precipicio (1869), y su argumento se construye a través de la oposición de dos ideologías y dos mundos: por una parte, el nihilismo revolucionario representado por Mark Vólojov, y por la otra el mundo conservador y tradicional de la abuela Berezhkova. Entre ambos mundos se encuentra indecisa la joven Vera, quien por fin se inclina por el bando conservador. La novela provocó duras polémicas por la manera caricaturesca en que se representaba el personaje de Vólojov: cínico, maleducado, capaz de mentir y falsificar documentos para conseguir dinero, cruel y despectivo. Frente a él se va levantando la figura matriarcal de la abuela Berezhkova, portadora de los valores viejos y perennes de la caridad y el amor cristianos, dulzura, comprensión y una fe inquebrantable unidos a una firmeza absoluta y la conciencia de su papel en el mundo, todo ello rodeado de un halo de espiritualidad religiosa auténtica y profunda. 
En 1858 escribiría La fragata Palas, que describe su viaje en barco alrededor del mundo entre 1852 y 1855, como secretario del almirante Yevfimi Putyatin. Este tenía una doble misión: establecer relaciones políticas y comerciales con Japón, lo que consiguió con un acuerdo comercial en 1855, e inspeccionar las posesiones rusas en América del Norte, en Alaska. El diario que sirve de fundamento al escrito de Goncharov es un documento sociológico y etnográfico único: durante los dos años y medio que duró este viaje por Inglaterra, Madeira, las Islas de Cabo Verde, el Cabo de Buena Esperanza, Java, Singapur y Hong Kong, la fragata fue zarandeada por todo tipo de tormentas y tifones en el Pacífico, fondeando en numerosos archipiélagos del mismo. El 9 de agosto de 1853 atracó en Nagasaki, el único puerto japonés entonces abierto a los extranjeros tras doscientos años de política de cierre al mundo. Y Goncharov sintetizó su visión del país como “una caja de la que hemos perdido la llave”. Después siguieron el viaje atracando en Filipinas y en China. El viaje concluyó para Goncharov en Ayán, desde donde atravesó por tierra toda Rusia hasta llegar a San Petersburgo el 13 de febrero de 1855. 
También escribió ensayos, como Velada literaria (1877), Siervos de la vejez (1887), Viaje por el Volga (1873-1874), En el este de Siberia (1891), El mes de mayo en San Petersburgo (1891). Algunos de ellos fueron publicados póstumamente. Cabe señalar una serie de notables discursos de Goncharov en el campo de la crítica. Por ejemplo, estudios como Un millón de dudas (1872, ensayo sobre la comedia de Griboyédov); Notas sobre la personalidad de Belinski (1874), Más vale tarde que nunca (1879), Máikov, Notas con motivo del aniversario de Karamzín,  El mal de la razón, artículos sobre el teatro de Aleksandr Ostrovski... 
Goncharov murió a causa de una neumonía a los setenta y nueve años, en 1891, y está enterrado en el cementerio del Monasterio de Alejandro Nevski, en San Petersburgo. Sus obras completas ocupan nueve tomos.
En la literatura rusa Goncharov ha quedado como autor de novela social y uno de los mejores representantes de la narrativa del siglo XIX. Al decir de Lev Tolstói, Oblómov es una obra maestra. Se trata de una novela costumbrista que le valió al autor 10 000 rublos, detalle que basta para dar idea de la popularidad de la que llegó a gozar todavía en vida. En 1860 acusó a Iván Turguénev de robarle argumentos y de capitanear una conspiración contra él. Esta idea lo persiguió hasta su muerte.
Para Léon Thoorens, "Goncharov apareció como el auténtico continuador de Gógol, aunque del Gógol realista, tal como lo encasillan los críticos de la época. Su realismo es absoluto, frío e impasible, sin trasfondo místico o ideológico, y sobre todo sin humor... Goncharov era un individuo descontento y escéptico, de fría cólera permanente. En cambio, estaba dotado de una penetrante inteligencia y de una facultad de observación poco menos que diabólica".

## Goncharov en castellano
- Oblómov, Barcelona: Alba, 1998. Traducción: Luisa Kúper de Velasco.
- Oblómov. Barcelona: Debolsillo, 2009. ISBN 978-84-9908-117-5
- Ninfodora Ivánovna. Madrid: Amaranto editores, 1999. ISBN 978-84-921605-6-3
- Una historia corriente. Barcelona, Alba editorial, 2003. ISBN 978-84-8428-197-9
- El mal del ímpetu, Editorial Minúscula, 2009 ISBN 978-84-95587-73-2
- El declive, Barcelona: Luis Miracle, 1942. Versión directa del ruso por Alexis Marcoff.

## Adaptaciones cinematográficas
- Iván Goncharov en Internet Movie Database (en inglés).